# Comuna de Domarad
Domaradz (polaco: Gmina Domaradz) é uma gminy (comuna) na Polónia, na voivodia de Subcarpácia e no condado de Brzozowski. A sede do condado é a cidade de Domaradz.
De acordo com os censos de 2006, a comuna tem 6197 habitantes, com uma densidade 109,3 hab/km².

## Área
Estende-se por uma área de 56,72 km², incluindo:
- área agrícola: 71%
- área florestal: 20%

## Demografia
Dados de 30 de Junho 2004:
|                      | Total   | Total | Mulheres | Mulheres | Homens  | Homens |
| -------------------- | ------- | ----- | -------- | -------- | ------- | ------ |
|                      | pessoas | %     | pessoas  | %        | pessoas | %      |
| População            | 6102    | 100   | 3025     | 49,6     | 3077    | 50,4   |
| Densidade (pop./km²) | 107,6   | 100   | 53,3     | 53,3     | 54,2    | 54,2   |

De acordo com dados de 2002, o rendimento médio per capita ascendia a 1417,22 zł.

## Comunas vizinhas
- Błażowa, Brzozów, Jasienica Rosielna, Niebylec, Nozdrzec